# دنيس والاس
دنيس والاس (بالإنجليزية: Dennis Wallace)‏ هو منافس ألعاب قوى جامايكي، ولد في 10 يوليو 1962.

## وصلات خارجية
- دنيس والاس على موقع أوليمبيديا (الإنجليزية)